# Band of Horses
Band of Horses, conegut inicialment com a Horses, és un grup de música estatunidenc d'indie rock format el 2004 per Ben Bridwell a Seattle, Washington. El grup ha publicat sis àlbums d'estudi, dels quals Infinite Arms ha sigut el de més èxit, obtenint una nominació el 2010 als premis Grammy. La llista de membres del grup, que incloïa Mat Brooke en l'àlbum de debut, ha experimentat nombrosos canvis. Tot i això els seus membres actuals (Ben Bridwell, Ryan Monroe, Tyler Ramsey, Bill Reynolds i Creighton Barrett) ja fa diversos anys que en formen part. El cinquè àlbum del grup, Why Are You OK, va ser publicat el juny del 2016.

## Història

### Formació iEverything All the Time(2004-2006)

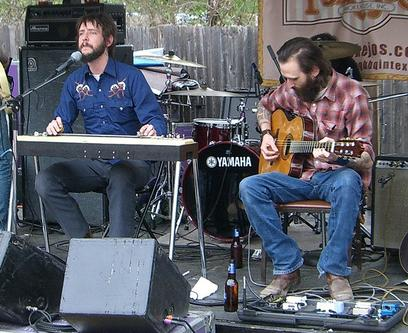
Bridwell i Brooke al festival SXSW el 2006.

Ben Bridwell (veus i guitarra) va formar Band of Horses el 2004 després de la dissolució del seu anterior grup, Carissa's Wierd, juntament amb el baixista Chris Early i el bateria Tim Meinig. Aviat s'hi va incorporar l'antic líder del grup Carissa's Wierd, Mat Brooke (guitarra i veus). El grup va captar l'atenció del segell discogràfic Sup Pop després de ser teloners d'Iron & Wine a Seattle. Després de signar amb Sup Pop el 2005, el grup va publicar al mateix any el Tour EP, venut als seus concerts i a la web de Sub Pop.
El seu primer àlbum de llarga durada, Everything All the Time, va ser enregistrat el 2005 amb el productor Phil Ek i va ser publicat el 21 de març del 2006 per Sub Pop. Està protagonitzat pel quartet original del grup, amb la participació de Sera Cahoone a la bateria. L'àlbum va incloure noves versions de cinc de les sis cançons de Tour EP, juntament amb cinc cançons noves. L'àlbum es caracteritza per una sonoritat exuberant, fins i tot èpica a vegades, amb veus amarades de reverberació.
Bridwell va tenir discrepàncies personals amb Meinig i Early, que van desencadenar la sortida del grup de tots dos poc després de la gravació de l'àlbum. En la gira posterior, Joe Arnone (guitarra i teclats), Rob Hampton (baix i guitarra) i Creighton Barrett (bateria) es van incorporar al grup juntament amb Bridwell i Brooke.
El primer senzill d'Everything All the Time va ser "The Funeral", que ha estat utilitzat en nombroses sèries de televisió, pel·lícules, videojocs i anuncis. El 13 de juliol del 2006, el grup va tocar aquesta cançó al programa televisiu Late Show with David Letterman sense Brooke, que havia deixat el grup. Respecte a la sortida de Brooke, ell mateix va explicar que mai havia donat el compromís de ser un membre formal, sinó que el seu pas pel grup, tot i haver-se allargat més del previst, era de bon principi momentani responent a un favor personal que li havia demanat Bridwell. Posteriorment, Brooke va formar el grup Grand Archives, que des de llavors ha signat amb la discogràfica Sup Pop i ha publicat dos àlbums.

### Cease to Begin(2007-2009)

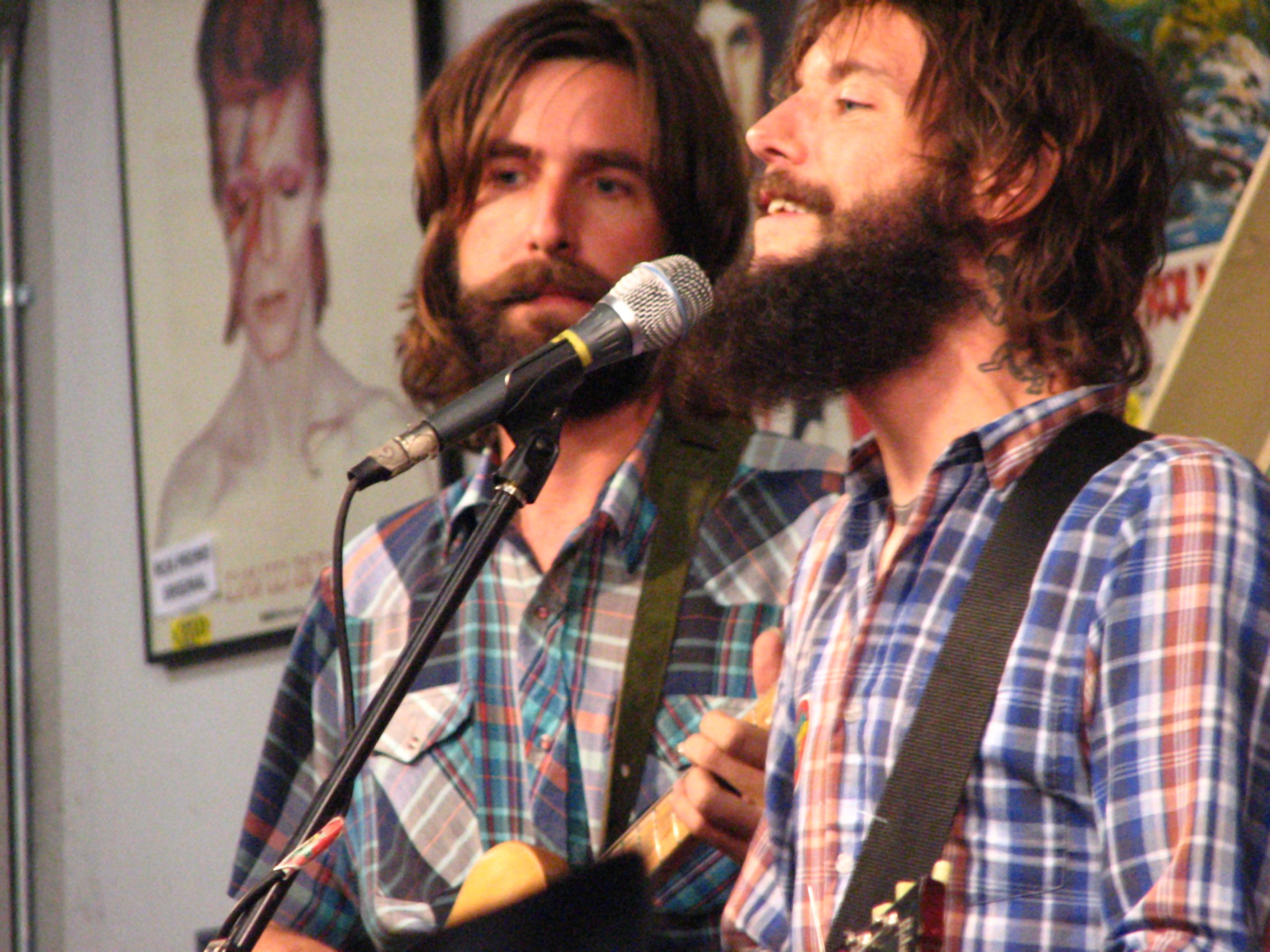
Ramsey i Bridwell en una actuació a Los Angeles el 2007.

Abans d'enregistrar el seu segon àlbum, Bridwell va decidir traslladar el grup a Carolina del Sud, el seu estat natal, per estar a prop de la seva família.
El 2007 el grup va fer gires a Europa i Amèrica del Nord, abans del llançament del seu segon àlbum. Joe Arnone ja no formava part del grup, que ara estava format per sis membres després de la incorporació de Matt Gentling (Archers of Loaf - baix), Robin Peringer (Modest Mouse, Carissa's Wierd - guitarra) i Ryan Monroe (teclats) a la formació. L'àlbum Cease to Begin va ser enregistrat a Carolina del Nord i produït per Phil Ek. Va ser publicat per Sub Pop Records el 9 d'octubre del 2007. Cap dels membres del primer àlbum, excepte Bridwell, va participar en l'elaboració del segon. L'àlbum Cease to Begin va suposar per a Band of Horses el seu primer èxit en els EUA, arribant al número 35 de la llista Billboard 200. També va gaudir d'èxit a Noruega, Dinamarca, França i Suècia. Va ser votat com el novè millor àlbum del 2007 per la revista Paste i el 47è millor per Rolling Stone. El senzill "No One's Gonna Love You" va donar al grup el seu primer èxit europeu amb un senzill, arribant al número 22 a Dinamarca.
Després del llançament de Cease to Begin, Monroe va esdevenir un membre permanent del grup, juntament amb les noves incorporacions de Tyler Ramsey (guitarra i veus) i Bill Reynolds (baix), convertint una altra vegada Band of Horses com un grup de sis membres. A part del seu rol al grup, Ramsey sovint també actua en solitari al principi dels concerts abans que toqui el grup.
El 2008, Band of Horses va actuar al Festival de Glastonbury, al T in the Park, al concert Bridge School Benefit de Mountain View i al Festival de Roskilde.

### Infinite Arms(2010-2011)

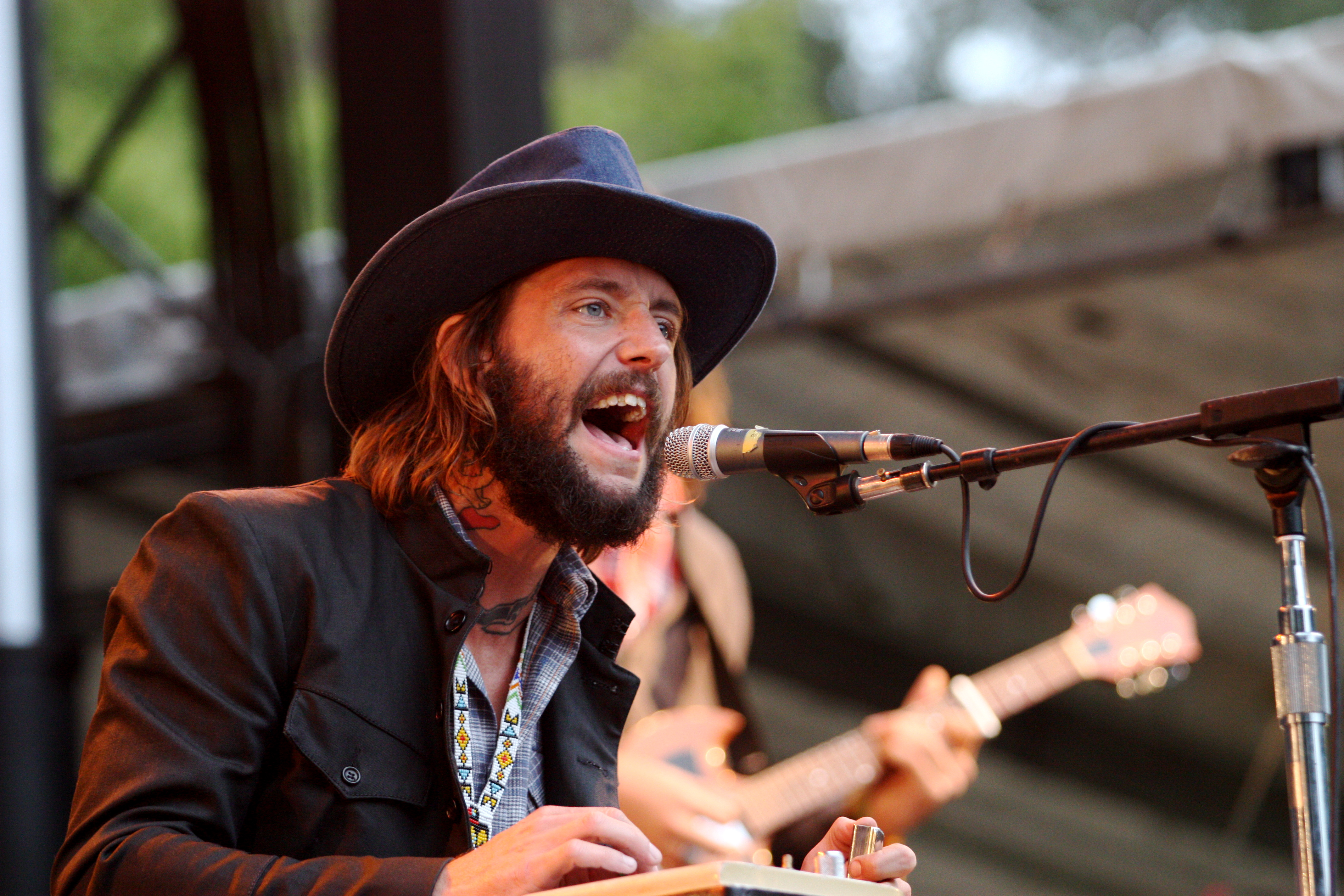
Bridwell actuant amb Band of Horses el 2009 a l'Outside Lands Festival de San Francisco.

El maig del 2009, el productor Phil Ek va afirmar que estava enregistrant el tercer àlbum de Band of Horses a Carolina del Nord. Durant la gira que el grup va fer a l'estiu del 2009, presentant noves cançons, Ben Bridwell va mencionar diverses vegades que el nou àlbum es titularia Night Rainbow. Finalment, però, en una entrevista el 2 de març del 2010, el grup va revelar que el nou àlbum es titularia Infinite Arms. Abans de l'enregistrament de l'àlbum, Rob Hampton va deixar el grup. Va ser substituït més tard pel guitarrista suec Ludwig Böss, tot i que Böss no va arribar a aparèixer a l'àlbum i el 19 de març del 2010 es va donar a conèixer que ell també se n'havia anat. L'àlbum va ser enregistrat per l'actual grup de cinc membres, format per Bridwell, Ramsey, Reynolds, Barrett i Monroe.
Infinite Arms es va publicar a tot el món entre el 14 i 19 de maig del 2010 en els segells discogràfics de Columbia, Brown i Fat Possum. A part dels enregistraments realitzats a Echo Mountain Studios de Carolina del Nord, algunes parts de l'àlbum van ser enregistrades a Perfect Sound Studios de Los Angeles. L'àlbum va ser produït per ells mateixos, amb la producció addicional de Phil Ek. El 14 d'abril, el grup va actuar al show televisiu Rockpalast de WDR. El 20 d'abril, el grup va aparèixer al programa televisiu Later... with Jools Holland de la BBC, promocionant Infinite Arms i tocant les noves cançons "Compliments", "Factory" i "NW Apt.". Després d'aquesta aparició, els dos àlbums anteriors del grup van entrar a la llista UK Albums Chart per primer cop. Infinite Arms va entrar en aquesta llista al número 21, donant a Band of Horses el seu primer "top 100" a la llista d'èxits britànica, i va debutar en el número 7 a la llista Billboard 200, molt per sobre dels resultats obtinguts amb Cease to Begin. Una cançó descartada per l'àlbum, "Life on Earth", va ser utilitzada en la banda sonora de la pel·lícula Eclipsi de la Twilight Saga (saga Crepuscle), que es va estrenar el 7 de juny del 2010.
El 2010 Band of Horses va realitzar actuacions per Europa, Amèrica del Nord, Austràlia, Nova Zelanda i Japó. Van ser els teloners de Pearl Jam en la seva gira per l'oest mitjà i la costa est dels Estats Units i de Snow Patrol als seus concerts de Bangor i Glasgow el juny. El 2010 també van actuar al South by Southwest, Sasquatch, Splendour in the Grass, Summer Sonic Festival, Pukkelpop, Highfields, Malmo, Rock en Seine, Reading and Leeds Festivals, Austin City Limits Music Festival i Farm Aid.
El 7 d'octubre del 2010 el grup va publicar una versió de la cançó "Georgia" de Cee Lo Green. Cee Lo Green també va publicar una versió de la cançó "No One's Gonna Love You" de Band of Horses.
Una de les cançons de l'àlbum, "Dilly", va ser publicada com a senzill el 14 de febrer del 2011, que també incloïa la versió que va fer el grup de la cançó "Georgia" de Cee Lo Green.
Infinite Arms va ser nominat als Premis Grammy en la categoria de millor àlbum de música alternativa (Best Alternative Music Album) i va aparèixer en diverses llistes dels millors àlbums del 2010, com la de Q Magazine (núm. 21), la d'oients de NPR (núm. 15), la de Filter Magazine (núm. 10) i la de Paste Magazine (núm. 14). La cançó "Laredo" es va col·locar al número 28 en la llista de les 50 millors cançons del 2010 de la revista Rolling Stone.
Al gener i febrer del 2011, Band of Horses va tornar a Europa de gira, fent una actuació conjunta amb Foo Fighters el 25 de febrer al Wembley Arena. A principis d'abril van realitzar una petita gira pels EUA abans de tornar el juny a Europa per actuar en diversos festivals. El grup tenia previst actuar amb Kings of Leon de juliol a setembre en la seva gira pels EUA i en vuit concerts el novembre a Austràlia, però finalment Kings of Leon va cancel·lar la seva gira estatunidenca després d'únicament 3 concerts. El 2012 el grup va fer una gira a Amèrica del Sud per primera vegada.

### Mirage Rock(2012-2013)
A l'abril del 2012, Ben Bridwell va revelar que la publicació del quart àlbum d'estudi de Band of Horses estava prevista per a finals d'any i que estaria produïda per Glyn Johns. El juny el grup va compartir, via Facebook i YouTube, una previsualització del videoclip d'una nova cançó, "Dumpster World", i va anunciar que l'àlbum es publicaria el setembre. El 10 de juliol es va confirmar que l'àlbum es titularia Mirage Rock, i es va donar a conèixer la seva llista de cançons i la seva portada. El primer senzill de l'àlbum, "Knock Knock", va ser publicat el 9 de juliol del 2012. Posteriorment, el 18 de setembre del mateix any es va realitzar el llançament de l'àlbum.
A finals d'agost del 2012, es va estrenar el videoclip de la cançó "Knock Knock" a internet.

### Acoustic at the Ryman(2014)
El 24 de febrer del 2014, Band of Horses va publicar un àlbum en directe, Acoustic at the Ryman, que oferia versions acústiques d'algunes de les seves cançons més conegudes. L'àlbum es va enregistrar durant dues nits al Ryman Auditorium de Nashville, a l'abril del 2013. Per commemorar el llançament d'aquest àlbum, el grup va realitzar tretze actuacions acústiques pels EUA que van començar l'11 de febrer al Wilshire Ebell Theatre i van concloure el 5 de març al mateix Ryman Auditorium.

### Why Are You OK(2016)
El 10 de juny del 2016 el grup va publicar el seu cinquè àlbum d'estudi, titulat Why Are You OK. Aquest àlbum va ser publicat pels segells discogràfics Interscope i American Recordings, i va ser produït per Jason Lytle, membre del grup d'indie rock Grandaddy.

### Things Are Great(2021–present)
El 12 d'Octubre de 2021 van llançar el senzill "Crutch" i van anunciar la publicació del discThings Are Great. La banda a través de Ben Bridwell va definir el treball com " un retorn als orígens a través d'un so més cru i més a prop del cor de la banda". L'àlbum es va publicar el 2 de Març de 2022.

## Discografia

### Àlbums d'estudi (LPs)
- Everything All the Time (Sub Pop, 2006)
- Cease to Begin (Sub Pop, 2007)
- Infinite Arms (Columbia, Fat Possum, 2010)
- Mirage Rock (Columbia, 2012)
- Why Are You OK (Interscope, 2016)
- Things Are Great (2022)

### Àlbums en directe
- Acoustic at the Ryman (Brown Records, Kobalt Label Services, 2014)

### EPs
- Tour EP (2005)
- Sonic Ranch Sessions: Mirage Rock & Relly's Dream (Columbia, 2012)

### Senzills
- "The Funeral" (2006)
- "The Great Salt Lake" (2006)
- "Is There a Ghost" (2007)
- "No One's Gonna Love You" (2008)
- "Compliments" (2010)
- "Laredo" (2010)
- "Factory" (2010)
- "Georgia" / "No One's Gonna Love You" (2010)
- "Dilly" (2011)
- "Knock Knock" (2012)
- "Slow Cruel Hands of Time" (2012)
- "Feud" (2012)
- "Hang an Ornament" (amb el grup Grandaddy) (2014)
- "Casual Party" (2016)
- "In A Drawer" (2016)
- "Solemn Oath" (2016)